# Georgius Zothorus Zaparus Fendulus
Georgius Zothorus Zaparus Fendulus fue un autor/compilador activo durante la segunda mitad del siglo XII, conocido por su Liber astrologiae (Liber Albumazarus). Se desconoce su identidad exacta –el nombre en sí es un seudónimo (cognomen)– pero los especialistas han dictaminado que fue probablemente un clérigo vinculado a la corte de los reyes de Sicilia.
Fendulus, que en el prólogo de su libro se autodenomina "sacerdote de G., filósofo y cortesano",  ensambló el Liber astrologiae partiendo de largos extractos de la traducción latina que hiciera Hermann de Carintia de la Gran Introducción a la Astrología de Albumasar. El prototipo del libro ha desaparecido, pero el texto fue copiado en varios manuscritos ricamente ilustrados, de los cuales los dos ejemplares más antiguos son: el de la Bibliothèque nationale de France, Lat. 7330 (c. 1220-1240) y el de la British Library, Sloane MS 3983 (mediados del siglo XIV).
Los manuscritos del Liber astrologiae destacan por la serie de lujosas ilustraciones a página completa que representan los doce signos del zodíaco y las constelaciones que se dice que ascienden junto a esos signos. Estas constelaciones están organizadas en secciones de 10 grados del cielo (que se suelen llamar "decanos"), tres por cada signo del zodíaco, y siguiendo tres tradiciones de catalogación de estrellas en paralelo: "según los persas", "según los indios" y "según los griegos". Los manuscritos de Fendulus también incluyen un conjunto de imágenes que representan a los siete dioses planetarios, cada uno representado cuatro veces, ilustrando de qué modo su combinación con un determinado signo zodiacal afecta al poder de ese planeta (domicilio, detrimento, exaltación y caída).